# عبد اللطيف أبو هاشم
عبد اللطيف أبو هاشم هو مفكر ومؤرخ وباحث فلسطيني في التراث العربي الإسلامي، متخصص في تاريخ جنوب فلسطين. يشغل منصب مدير عام دائرة المخطوطات والآثار في وزارة الأوقاف والشؤون الدينية، بالإضافة إلى كونه مديرًا عامًا لمؤسسة عيون على التراث. حصل على جائزة إيكروم العالمية في الشارقة عن فئة المقتنيات والمجموعات ضمن المؤسسات الثقافية، وتُمنح هذه الجائزة تقديرًا للممارسات الجيدة في حفظ وحماية التراث الثقافي في المنطقة العربية.

## إنتاجه العلمي
لدى أبو هاشم العديد من المؤلفات والأبحاث التي تتناول التراث والتاريخ الإسلامي، ومن أبرز أعماله:
- «إتحاف الأعزة في تاريخ غزة، والمساجد الأثرية في مدينة غزة» وهو كتاب يوثق تاريخ المساجد الأثرية في المدينة، وديوان ابن زقاعة.
- «فهرس مخطوطات الجامع العمري الكبير بغزة» حيث يوثق المخطوطات المهمة في الجامع العمري.
- «غزة العثمانية» وهو كتاب يتناول سجل محكمة غزة العثمانية خلال فترة الخلافة العثمانية، استغرق تحقيق هذا السجل أربع سنوات بعد استرجاع نسخة منه من مكتبة دمشق. يُعتبر الكتاب مرجعًا هامًا لتاريخ غزة في تلك الفترة.